# Wasserturm Belvedere (Aachen)

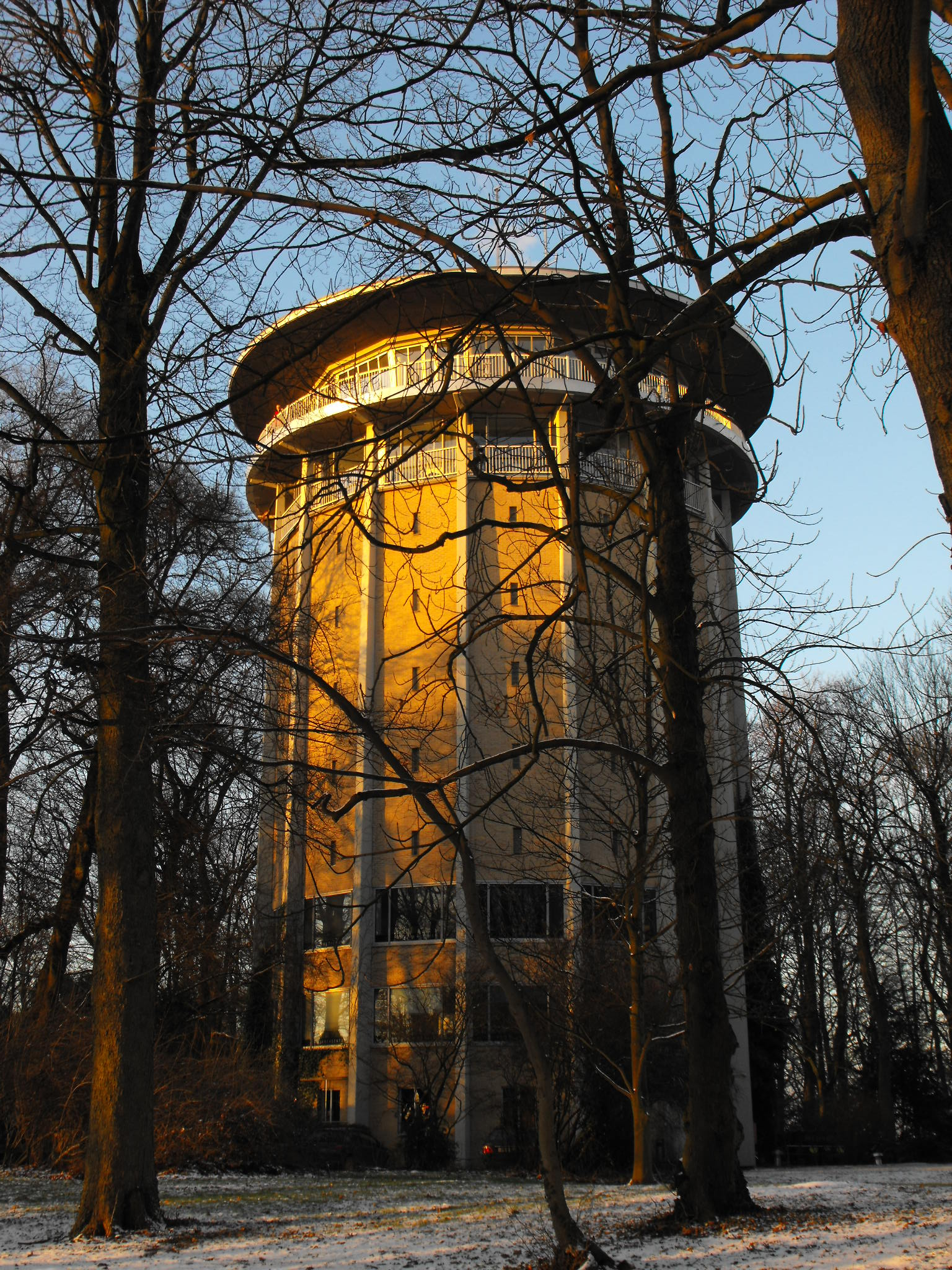
Drehturm Belvedere

Der Wasserturm Belvedere, auch Drehturm Aachen und Drehturm Belvedere genannt, ist ein ehemaliger, 35 m hoher Wasserturm in Stahlbetonbauweise auf dem Aachener Lousberg, der nach den Plänen des damaligen Aachener Stadtbaurats und Architekten Wilhelm K. Fischer 1956 bis 1958 errichtet wurde.

## Baugeschichte und Nutzung
Die erste Flutung des Wassertanks fand am 23. Oktober 1957 statt. Im obersten Stockwerk wurde im Juli 1966 das Drehrestaurant „Alt Aachen“ eingerichtet und später als „Lütticher Barockstube“ geführt. Von dort aus ist die Aussichtsplattform erreichbar. Die Umlaufzeit des Drehsegmentes, auf dem der Gastbereich in der neuen achten Etage montiert ist, beträgt 56 Minuten.
Die unter dem Restaurant gelegenen drei Stockwerke wurden als Büroräume genutzt. Alle Stockwerke konnten mit einem Aufzug sowie zu Fuß über 173 Stufen erreicht werden. Die Gesamthöhe mit allen Aufbauten beträgt ca. 35 m, ohne Aufbauten 32,75 m, der Durchmesser mit Terrasse liegt bei 21 m, ohne bei 18,5 m.
Nach Insolvenz des Restaurantbetreibers wurde das Drehrestaurant 1999 geschlossen und nach umfangreichen Renovierungs- und Sanierungsarbeiten im April 2005 als „Drehcafé“ wieder eröffnet. Der Gastronomiebetrieb wurde Ende März 2011 infolge wirtschaftlicher Schwierigkeiten seitens des Investors erneut eingestellt. Im Oktober 2011 wurde der Drehturm an zwei neue Investoren verkauft. Nach umfangreichen Renovierungsarbeiten wurde 2013 das Restaurant mit einem Biergarten am Fuß des Turmes und Terrasse wieder eröffnet. Seit 2014 sind Restaurant im Erdgeschoss und Biergarten wieder geschlossen. Das Erdgeschoss wurde inzwischen teilweise in einen normalen Büroraum umgewandelt. Die oberste Etage kann jedoch weiterhin für Events gemietet werden. Sonntags wird dort ein Brunch angeboten.
Im Dezember 2012 begannen umfangreiche Umbauarbeiten, um vier neue Büroetagen einzufügen. Hierzu wurde der Jahrzehnte ungenutzte Wassertank aus dem Gebäude geschweißt und jedes zweite der 16 Wandsegmente entfernt. Die neuen Etagen wurden auf die vorhandenen Etagenauflagen gelegt. Das Treppenhaus wurde neu gegossen und der Fahrstuhl erweitert, in dem der innere Zylinder auf neuen Etagen geöffnet wurde.

## Denkmal
Seit 1990 ist der Drehturm als technisches Denkmal mit typischen 50er-Jahre-Elementen in die Denkmalliste der Stadt Aachen eingetragen. Die Funktion als eigentlicher Wasserspeicher wurde in den 1980er Jahren ausgelagert und befand sich nun rechts der Buchenallee. Das Niveau des neuen Wasserbehälters liegt 45 m über Aachen, sodass ein konstanter Leitungsdruck von 4,5 bar aufgebaut wurde. Im Jahr 1988 wurde der Betrieb als Wasserturm vollständig eingestellt.